# Communauté de communes Centre Tarn
La communauté de communes Centre Tarn est une communauté de communes française, située dans le département du Tarn et la région Occitanie.

## Historique
Elle est issue de la fusion de la communauté de communes du Réalmontais et de la communauté de communes du Montredonnais (moins Mont-Roc et Rayssac) le 1er janvier 2013.
Le 1er janvier 2019, les communes de Ronel, Roumégoux, Saint-Antonin-de-Lacalm, Saint-Lieux-Lafenasse, Terre-Clapier et Le Travet fusionnent pour constituer la commune nouvelle de Terre-de-Bancalié.

## Territoire communautaire

### Composition
La communauté de communes est composée des 11 communes suivantes :

| Nom                   | Code Insee | Gentilé              | Superficie (km2) | Population (dernière pop. légale) | Densité (hab./km2) |
| --------------------- | ---------- | -------------------- | ---------------- | --------------------------------- | ------------------ |
| Réalmont (siège)      | 81222      | Réalmontais          | 14,33            | 3 542 (2022)                      | 247                |
| Arifat                | 81017      | Arifatois            | 20,28            | 128 (2022)                        | 6,3                |
| Fauch                 | 81088      | Fauchois             | 17,32            | 604 (2022)                        | 35                 |
| Laboutarie            | 81119      | Laboutartégeois      | 5,39             | 508 (2022)                        | 94                 |
| Lamillarié            | 81133      | Lamillariens         | 13,95            | 510 (2022)                        | 37                 |
| Lombers               | 81147      | Lombersois           | 38,79            | 1 090 (2022)                      | 28                 |
| Montredon-Labessonnié | 81182      | Montredonnais        | 110,88           | 2 080 (2022)                      | 19                 |
| Orban                 | 81198      | Orbanais             | 8,76             | 337 (2022)                        | 38                 |
| Poulan-Pouzols        | 81211      | Poulannais-Pouzolais | 11,86            | 486 (2022)                        | 41                 |
| Sieurac               | 81287      | Sieuracois           | 8,72             | 263 (2022)                        | 30                 |
| Terre-de-Bancalié     | 81233      |                      | 84,14            | 1 728 (2022)                      | 21                 |

### Démographie
| 1968  | 1975  | 1982  | 1990  | 1999  | 2009   | 2014   | 2020   |
| ----- | ----- | ----- | ----- | ----- | ------ | ------ | ------ |
| 9 251 | 8 766 | 8 955 | 8 940 | 9 233 | 10 391 | 10 886 | 11 173 |

## Administration

### Siège
Le siège de la communauté de communes est situé 2 bis, Boulevard Carnot à Réalmont.

### Les élus
Le conseil communautaire de la communauté de communes se compose de 36 conseillers, représentant chacune des communes membres et élus pour une durée de six ans.
Ils sont répartis comme suit :
| Nombre de conseillers | Communes                                      |
| --------------------- | --------------------------------------------- |
| 9                     | Réalmont                                      |
| 6                     | Montredon-Labessonnié, Terre-de-Bancalié      |
| 4                     | Lombers                                       |
| 2                     | Fauch, Laboutarie, Lamillarié, Poulan-Pouzols |
| 1 (+1 suppléant)      | Arifat, Orban, Sieurac                        |

### Présidence
Le bureau communautaire de la communauté de communes est composé du président et de 6 vice-présidents.
| Période                                  | Période                   | Identité            | Étiquette | Qualité                                                                              |
| ---------------------------------------- | ------------------------- | ------------------- | --------- | ------------------------------------------------------------------------------------ |
| 2013                                     | En cours (au 6 juin 2020) | Jean-Luc Cantaloube | DVG       | Maire de Saint-Antonin-de-Lacalm (2008 → 2018), puis de Terre-de-Bancalié (2019 → ). |
| Les données manquantes sont à compléter. |                           |                     |           |                                                                                      |

### Régime fiscal et budget
Le régime fiscal de la communauté de communes est la fiscalité professionnelle unique (FPU).